# Protestas de Anpo

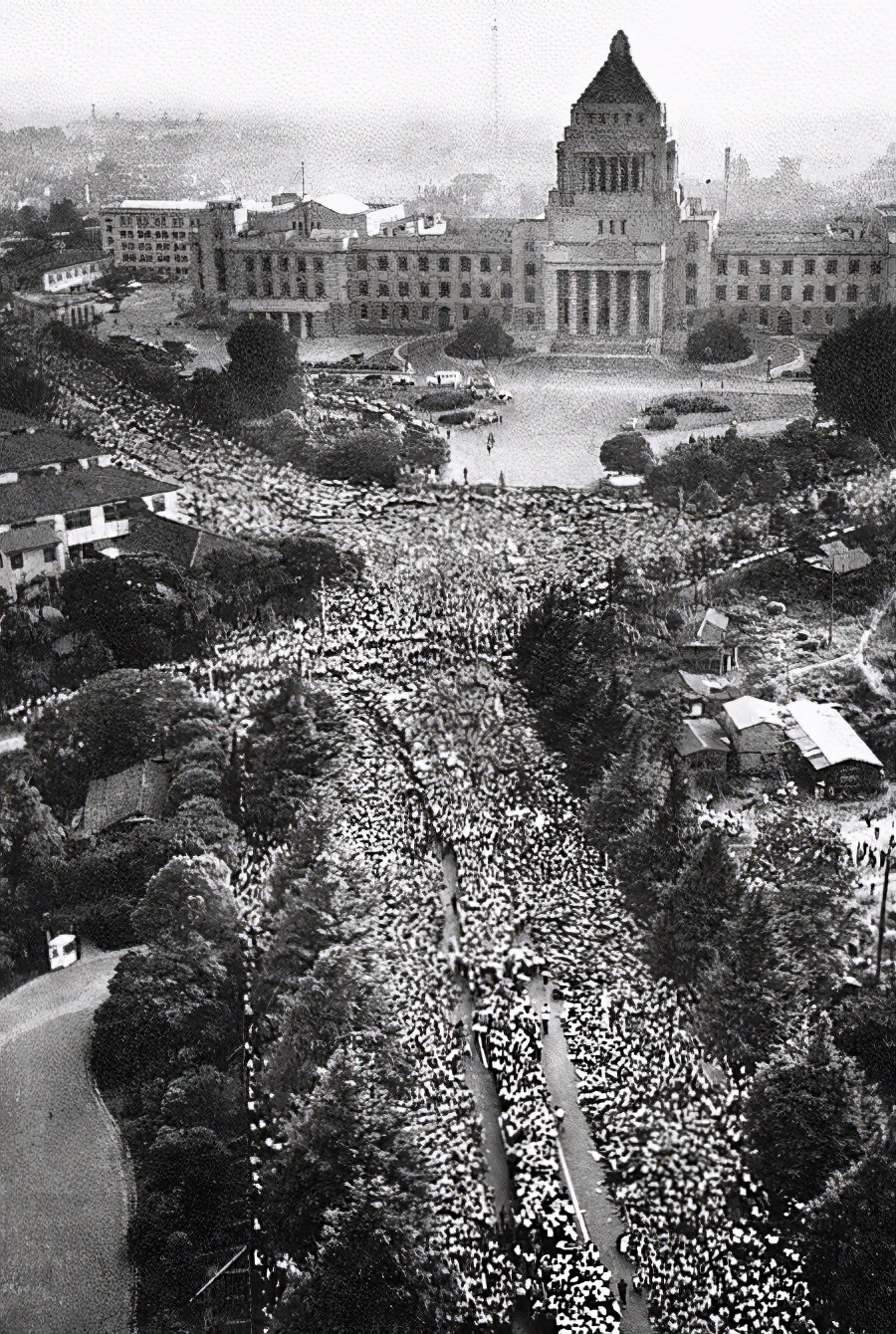
Protestantes rodeando la Dieta de Japón, legislatura nacional. 18 de junio de 1960.

Las Protestas de Anpo, también conocidas como Lucha de Anpo (安保闘争 Anpo tōsō?) en japonés, fueron una serie de protestas masivas en Japón entre 1959 y 1960, y de nuevo en 1970, contra el Tratado de Cooperación y Seguridad Mutuas entre Estados Unidos y Japón, que permite a Estados Unidos mantener bases militares en suelo japonés. El nombre de las protestas proviene del término japonés para "Tratado de Seguridad", que es  (安全保障条約 'Anzen Hoshō Jōyaku'?), o simplemente  (安保 'Anpo'?) para abreviar.
Las protestas de 1959 y 1960 se escenificaron en oposición a una revisión en 1960 del tratado original de 1951, y acabaron convirtiéndose en las mayores protestas populares de la era moderna de Japón. En el punto álgido de las protestas, en junio de 1960, cientos de miles de manifestantes rodearon casi a diario el edificio de la Dieta Nacional Japonesa en Tokio, y se produjeron grandes protestas en otras ciudades y pueblos de todo Japón.
El 15 de junio, los manifestantes irrumpieron en el propio recinto de la Dieta, lo que provocó un violento enfrentamiento con la policía. Durante el enfrentamiento, una estudiante de la Universidad de Tokio, Michiko Kanba, resultó muerta. A raíz de este incidente, se canceló una visita prevista a Japón del presidente estadounidense Dwight D. Eisenhower, y el primer ministro conservador Nobusuke Kishi se vio obligado a dimitir.
En 1970 se produjo una segunda ronda de protestas con motivo de la renovación automática del tratado de Anpo de 1960. Aunque de menor duración, estas protestas posteriores también alcanzaron un tamaño significativo.